# Mont d'Ellezelles

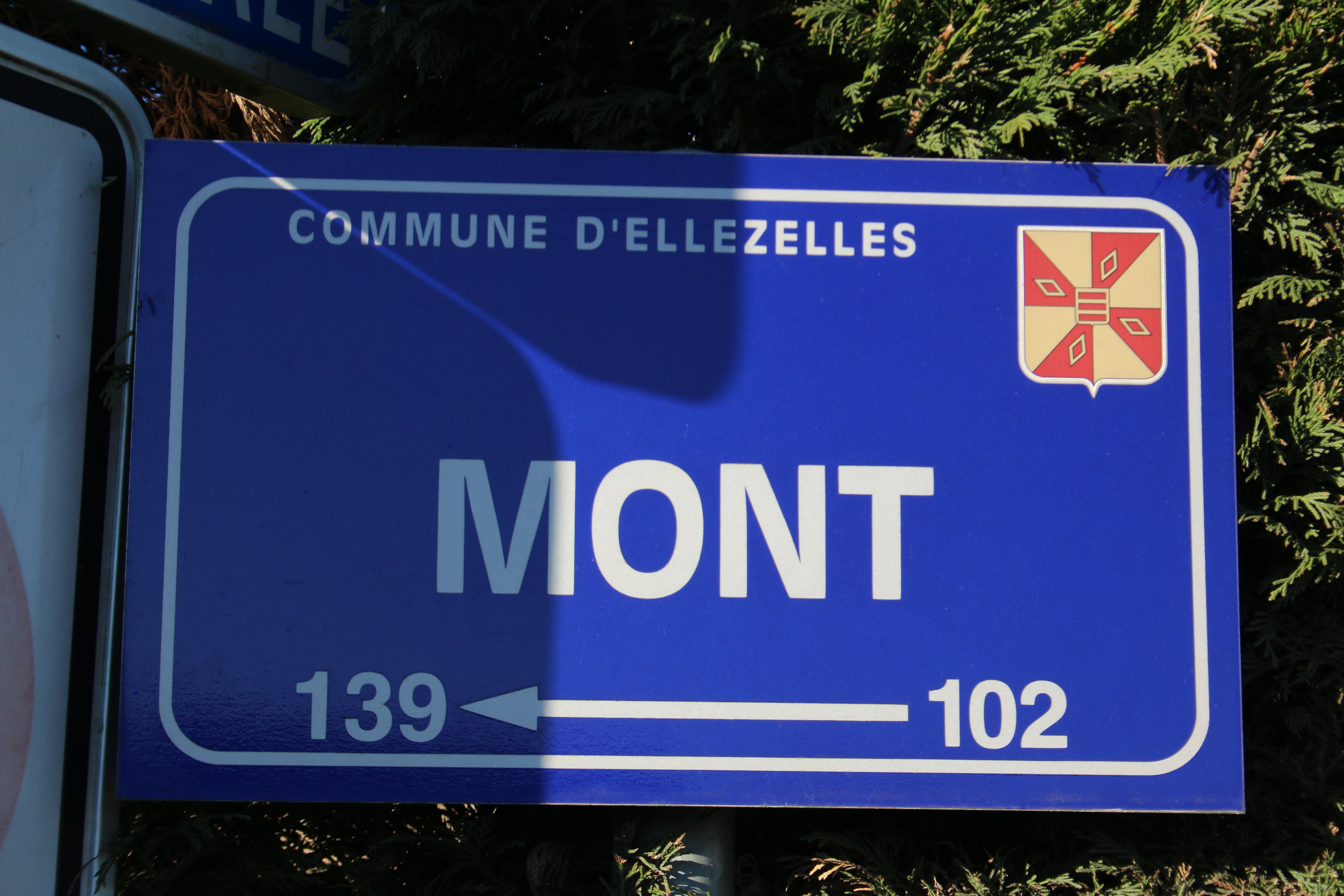

Mont d'Ellezelles is een gehucht in de gemeente Elzele (Ellezelles) in de Belgische provincie Henegouwen. Het plaatsje is gelegen op de heuvel Elzeleberg (Mont d'Ellezelles) in het Waalse natuurpark Land van de Heuvels; wat landschappelijk één geheel vormt met de net noordelijker gelegen Vlaamse Ardennen in Vlaanderen. De Elzeleberg en het plaatsje zijn enigszins bekend in de wielerwereld van de gelijknamige klimroute   van de Vloesberg, iets ten noordoosten van de top van de Hoppeberg. 